# Platinum FC
El Platinum FC es un equipo de fútbol de Santa Lucía que juega en la División de Oro de Santa Lucía, la primera división de fútbol en el país.

## Historia
Fue fundado en la ciudad de Vieux Font en 2005 como un club que siempre se mantuvo a la sombra del VSADC, el club más importante de la ciudad.
En 2018 se convierte en campeón nacional por primera ocasión luego de vencer en la última fecha al ya descendido RV Juniors 8-0.
En 2019 juega en la CONCACAF Caribbean Club Shield, su primera aparición en un torneo internacional, donde es eliminado en la primera ronda. Ese mismo año obtiene el bicampeonato luego de vencer a sus rivales del VSADC 2-1 en la última jornada.

## Palmarés
- División de Oro de Santa Lucía: 3

2018, 2019, 2021

## Participación en competiciones de la Concacaf
| Temporada | Torneo     | Ronda                | Club               | Resultado |
| --------- | ---------- | -------------------- | ------------------ | --------- |
| 2019      | CFU Shield | Fase de grupos       | Village Superstars | 1-2       |
| 2019      | CFU Shield | Fase de grupos       | Hoppers FC         | 2-5       |
| 2019      | CFU Shield | Ronda de Consolación | Real Rincon        | 4-2       |

## Jugadores

### Jugadores destacados
- Jamil Joseph
- Ras Emmanuel
- Kevin Edward
- Dwayne Charles
- Noah Nicholas
- Gregson President
- Alexinho